# Jamar Beasley
Jamar Beasley (nacido el 11 de octubre de 1979 en Fort Wayne, Indiana) es un exfutbolista estadounidense  cuyo último equipo fue el Cedar Rapids Rampage de la Major Arena Soccer League.

## Trayectoria
| Período   | Club                   |
| --------- | ---------------------- |
| 1998-2001 | New England Revolution |
| 2001      | Chicago Fire           |
| 2002      | Puteolana              |
| 2003      | Indiana Blast          |
| 2003      | Charleston Battery     |
| 2004      | Milwaukee Wave United  |
| 2004-2005 | Kansas City Comets     |
| 2005-2006 | St. Louis Steamers     |
| 2006-2008 | Detroit Ignition       |
| 2008-2010 | Rockford Rampage       |
| 2010      | Sporting Kansas City   |
| 2010-2012 | Kansas City Comets     |
| 2011-2012 | Wichita Wings          |
| 2012-2013 | Utica City FC          |
| 2013-2014 | St. Louis Ambush       |
| 2014-2015 | Seattle Impact         |
| 2014-2015 | Empire Strykers        |
| 2015-2016 | Tacoma Stars           |
| 2016-2017 | Cedar Rapids Rampage   |